# Fort Ancientcultuur

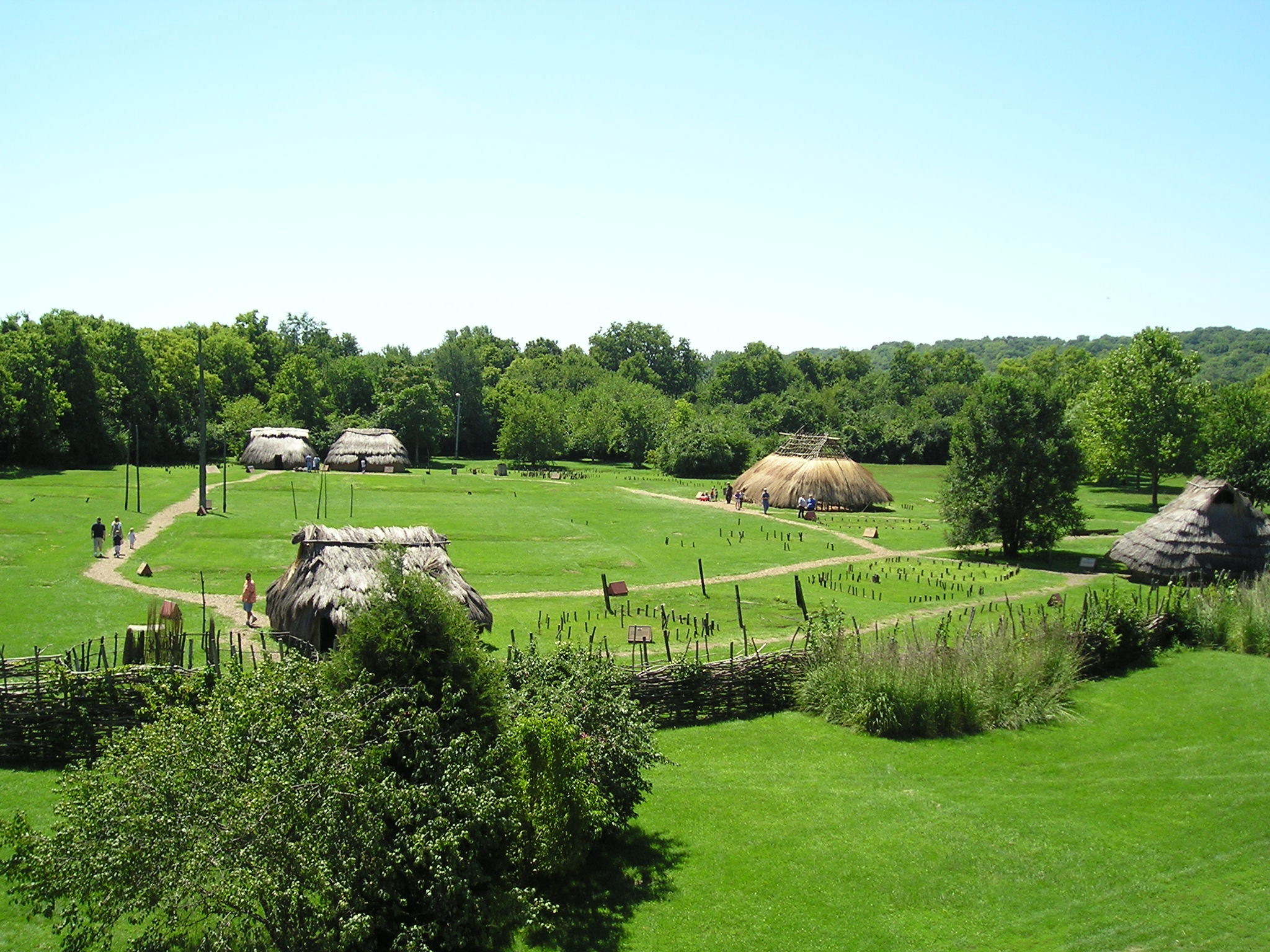
het deels gereconstrueerde SunWatch Village

De Fort Ancientcultuur was een precolumbiaanse cultuur die bloeide vanaf ca. 1000-1750 AD en overwegend bewoond land nabij het dal van de Ohio-rivier in het hedendaagse zuiden van Ohio, het noorden van Kentucky, het zuidoosten van Indiana en het westen van West-Virginia. Het was  een tijdgenoot van de Mississippicultuur in het zuiden. Hoewel er verre van overeenstemming over bestaat, zijn er aanwijzingen dat de cultuur niet direct afstamde van de Hopewellcultuur. Er wordt vermoed dat de Fort Ancientcultuur de maïslandbouw in Ohio heeft geïntroduceerd. De Fort Ancients waren hoogstwaarschijnlijk mede de bouwers van de Great Serpent Mound. Recent archeologisch onderzoek en C14-datering suggereren dat Alligator Mound in Granville ook uit het Fort Ancient-tijdperk dateert, in plaats van uit het veronderstelde Hopewell-tijdperk. Er wordt aangenomen dat noch de Serpent Mound, noch de Alligator Mound begraafplaatsen waren, maar eerder dienden als ceremoniële locaties.

## Naam
De naam van de cultuur is afgeleid van de archeologische vindplaats Fort Ancient in Ohio. Er wordt nu echter aangenomen dat de Fort Ancient-site werd gebouwd door de Hopewellcultuur, en waarschijnlijk later bezet door de daaropvolgende Fort Ancientcultuur. De site ligt op een heuvel boven de Little Miami River, dichtbij Lebanon, Ohio. Ondanks de naam geloven de meeste archeologen niet dat Fort Ancient voornamelijk als fort werd gebruikt door de Hopewellcultuur of de Fort Ancientcultuur, maar dat het waarschijnlijk een ceremoniële locatie was. 

## Archeologie
Vanaf ongeveer 1000 AD adopteerden late Woodland-periode groepen in de Middle Ohio Valley de maïslandbouw. Ze begonnen zich te vestigen in kleine eengezinswoningen die het hele jaar door bewoond werden, in nederzettingen van niet meer dan 40 tot 50 personen. Deze kleine verspreide nederzettingen, gelegen langs rivierterrassen en soms op uiterwaarden, zouden voor korte perioden bewoond worden tot de groepen naar nieuwe locaties trokken.
Tegen 1200 begonnen de kleine nederzettingen zich samen te voegen tot grotere, met tot 300 inwoners. Deze werden voor langere perioden bewoond, mogelijk tot 25 jaar. Latere Fort Ancient-gebouwen waren grotere meergezinswoningen. De nederzettingen waren zelden permanent, aangezien de mensen gewoonlijk na één of twee generaties naar een nieuwe locatie verhuisden, wanneer de natuurlijke hulpbronnen rond het oude dorp waren uitgeput. De dorpen bezaten een open ovaal centraal plein, omringd door cirkelvormige en/of rechthoekige woonstructuren met zicht naar het plein. Aangenomen wordt dat de opstelling van gebouwen in de Fort Ancient-nederzettingen diende als een soort zonnekalender, die de posities van de zonnewendes en andere belangrijke data markeerde. De mensen begonnen lage platformheuvels te bouwen voor ceremoniële doeleinden, en veel dorpen werden omheind door palissades. 
De Late Fort Ancient-periode van 1400 tot 1750 valt in het protohistorische tijdperk van de Middle Ohio Valley. Gedurende deze tijd begonnen de voorheen verspreide bevolkingsgroepen zich te verenigen. De nederzettingen in de Gist-fase (1400 tot 1550 AD) werden veel groter dan tijdens de voorgaande periode, met een bevolking van rond 500. Archeologen hebben gespeculeerd dat de grotere dorpen en palissaden het bewijs zijn dat na 1450 oorlogvoering en strijd tussen de groepen toenamen, waardoor de mensen hun dorpen samenvoegden voor betere bescherming.
Dit tijdperk toonde ook meer contact met de volkeren van de Mississippicultuur. Sommigen van deze zijn mogelijk gemigreerd naar en geïntegreerd in Fort Ancient-dorpen. De Madisonville-horizon van artefacten na 1400 omvat relatief grote hoeveelheden kommen, zoutpannen, driehoekige handgrepen, vergieten, negatief beschilderd aardewerk, gekerfde en gekraalde randen, en enkele beeltenissen; allemaal items en stijlen die gewoonlijk worden geassocieerd met de Mississippiculturen van de Lower Ohio Valley, op locaties zoals Angel Mounds en Kincaid Mounds. Deze sites werden gedurende deze periode verlaten. 
Tijdens de Montour-fase (1550 tot 1700) bewoonden de mensen hun dorpen het hele jaar door, hoewel in de winter minder dicht dan in de zomermaanden. Dit kan erop wijzen dat tijdens de winter familiegroepen en jachtpartijen terugkeerden naar de gebieden die voorheen door hun voorouders werden bewoond. Een dergelijk patroon werd in historische tijden bijvoorbeeld onder de Miami en Potawatomi waargenomen. Door handel hadden de Fort Ancient-mensen toegang tot Europese handelsartikelen, zoals glas, ijzer, messing en koper, die als grafgiften zijn gevonden op locaties als Lower Shawneetown en Hardin Village. Dergelijke artefacten verschenen vóór de komst van Europese ontdekkingsreizigers of kolonisten in het gebied.
Hoewel de Fort Ancient-volkeren op dat moment geen direct contact met Europeanen hadden, leden zij, net als andere groepen in het binnenland van het continent, mogelijk een groot aantal dodelijke slachtoffers door ingevoerde ziekten, die door handelscontacten onder de indianen werden overgedragen. De volgende historisch bekende bewoners van het gebied, die Franse en Engelse ontdekkingsreizigers tegenkwamen, waren de van de Shawnee-stam.
Na 1525 werden op de Madisonville-site, de typelocatie voor de Madisonville-fase, woningen op kleinere schaal en in minder aantal gebouwd. Deze verandering gaf aan dat de cultuur minder gericht was op landbouw en een sedentair leven.  
Geleerden zijn over het algemeen van mening dat overeenkomsten in de materiële cultuur, kunst, mythologie en mondelinge geschiedenis de historische Shawnee verbinden met het Fort Ancient-volk. Er zijn echter ook aanwijzingen dat de Algonkische Shawneecultuur mogelijk meer een vermenging of inbreuk was op locaties die eerder door Sioux werden bewoond. 

## Evolutie van de samenleving
De Fort Ancientcultuur kan grotendeels worden onderverdeeld in vroege, midden- en late fasen. Er wordt aangenomen dat ze pas tegen het einde van de middenfase in één enkele samenleving opgingen.

### Vroege fase (ca. 1000-1250 AD)
Gedurende deze periode waren de Fort Ancients verschillende arme sedentaire samenlevingen. Ze woonden in dorpen zonder palissaden en kenden kleine regionale verschillen. De lokale bevolking verbouwde voornamelijk maïs, bonen en zonnebloemen, waarvan de laatste in Ohio voor het eerst gedomesticeerd werd als voedselbron. De meeste huizen waren van het type dat een pit-house werd genoemd. Dit was een uitgraving van enkele meters in de grond, die bedekt was met een dak van schors en pleisterwerk over een houten frame. C14-datering heeft aangetoond dat de Fort Ancient-landen in West Virginia pas in de middenfase door hen werden veroverd. 

### Middenfase (ca. 1250-1450 AD)

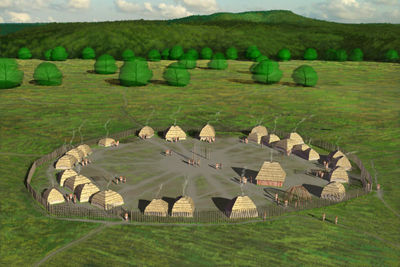
artistieke impressie van het SunWatch Indian Village

In de middenfase werden de plaatselijke culturen veel rijker, begonnen zich uit te breiden en te versmelten tot één enkele, continue cultuur. De dorpen werden groter, werden gepalissadeerd en de pit-houses namen af ten gunste van de stijl die kolonisten de cabin-style zouden noemen. Dit was een rechthoekig huis met een puntdak, van leemsteen of hout en bedekt met dezelfde dakstijl als het pithouse. 
Tussen 1100 en 1300 AD begon de veel rijkere en grotere Mississippicultuur haar centra te verplaatsen van de Mississippi naar het Amerikaanse zuidoosten. Ook brachten Irokese uitbreidingen ten noordoosten van de Fort Ancients nieuwe Algonkische en Irokese buren naar hun regio. De Fort Ancients begonnen sterk te lenen van bijna elke cultuur waarmee ze in contact kwamen. Oostelijke Fort Ancients begonnen de heuvelbegrafenis  samen te voegen met Irokese technieken als excarnatie en urnbegrafenis. De Mississippiinvloed kwam vanuit het zuiden. In het westen van Ohio is er sterk bewijs dat ze de Algonkische Green Corn Ceremony organiseerden, waarbij een deel van de ongerijpte maïsoogst werd "opgeofferd" door verbranding en de as ervan werd gebruikt om de velden opnieuw te bemesten. Rond 1300 lijkt het er echter op dat grafheuvelbegrafenissen volledig werden vervangen door de Oost-Sioux-traditie van begrafenissen onder het huis (dit gebruik kwam ook in de Monongahela-samenleving terecht).

### Late fase (ca. 1450-1750 AD)
Tijdens de late fase was de Fort Ancientcultuur op haar hoogtepunt. Slechts één bekende Fort Ancient-stam is in het historische verslag bij naam geverifieerd: de Mosopelea, vermoedelijk uit het zuidoosten van Ohio. Het is ook mogelijk dat een Sioux-volk genaamd de Keyauwee, dat rond 1700 naast de Tutelo (een oostelijke Sioux-stam uit West-Virginia) in North Carolina verscheen, ook een Fort Ancient-stam kan zijn geweest. Tijdens de Franse verkenningen vertelde een Ho-chunk genaamd Tonti hen dat deze mensen bekend stonden als de Chonque. De Mosopelea-taal wordt gemarkeerd als de enige bekende Siouxtaal die de "f" -klank gebruikt, die veel vaker voorkomt onder de Muskogitalen van de Mississippiërs. 
Ondanks dat er geen historische verslagen over contacten bestaan, zien we een opmerkelijke hoeveelheid Europese goederen in Fort Ancient-sites, waaronder koperen en stalen voorwerpen, maar ook glaswerk. Ze smolten zelfs oude of kapotte goederen om, om er nieuwe artefacten van te maken De Fort Ancients werden zwaar getroffen door Europese ziekten, evenals door de Beveroorlogen. C14-datering lijkt aan te tonen dat ze uitstierven, niet in een keer maar in golven. De meest recente van alle overgebleven vindplaatsen dateren allen uit Noord-Kentucky; deze dateren van 1680 en later. Er zijn geen Franse verslagen gevonden waarin contacten werden beschreven toen deze in de regio aankwamen, maar de Fransen merkten wel op dat het grootste deel van beide zijden van de Ohio River Valley bedekt was met dorpen in soortgelijke stijl in verschillende staten van vernietiging of verlatenheid.

## Sociale hiërarchie
De toename van de sociaal-politieke complexiteit kan duiden op invloeden van culturen uit het Midden-Mississippisgebied. De verschillen in aardewerk laten zien dat het een cultuur was die verschilde van de Midden-Mississippivolkeren. In de nederzettingen ontbrak het aan Mississippikenmerken, zoals politieke centralisatie en sociale elitestructuren.
Hoewel individuen misschien tot de status van leider zijn opgeklommen, lijkt de Fort Ancientcultuur egalitair te zijn geweest. Grafgiften variëren bijvoorbeeld zelden tussen individuen, wat aantoont dat de sociale niveaus zwak gedefinieerd waren. Geleerden geloven dat hun samenlevingen georganiseerd was in groepen op basis van verwantschap. Hierin zouden mensen waarschijnlijk een bepaalde status verwerven door persoonlijke kwaliteiten of daden, zoals delen/geven, een goede jager of voedselleverancier zijn, charisma, enz. Zulke mensen met een hoge status waren waarschijnlijk leiders van gemeenschappen en mogelijk verantwoordelijk voor het organiseren van handel, het beslechten van geschillen tussen andere leden van het dorp en het voorzitten van ceremonies. Er zijn aanwijzingen dat het leiderschap van de Fort Ancients meer leek op dat van de historische Irokezen, waar de verplichtingen van vrijgevigheid ervoor zorgden dat leiders begraven werden met niet meer dan anderen van hun leeftijd. 

## Aardewerk

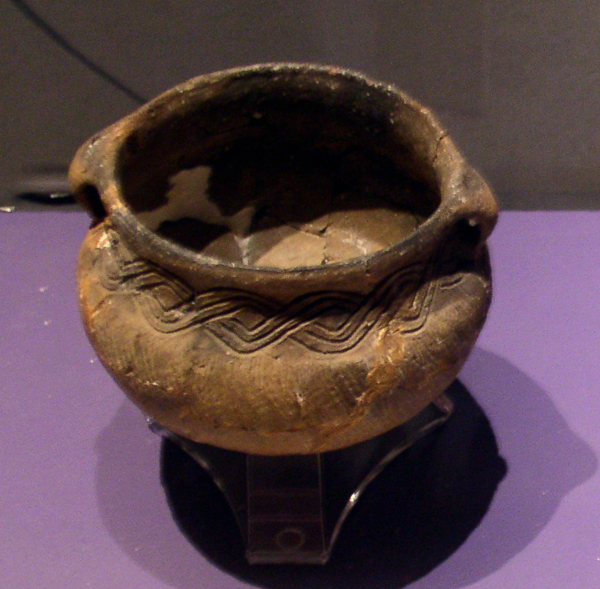
kleine pot met guilloché-decoratie

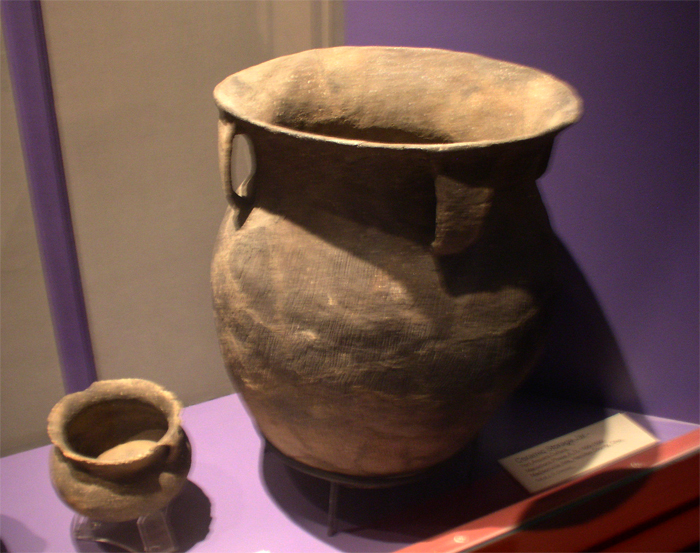
groot opslagvat

Het aardewerk onderscheidde zich door dunnere wanden dan het voorgaande Woodland-aardewerk. Veel voorkomende vormen zijn grote, eenvoudige kookpotten met handgrepen met riempjes of lusjes. Een kenmerk van Fort Ancient-aardewerk zijn de gegraveerde versieringen op de rand en hals van de vaten, bestaande uit een reeks in elkaar grijpende lijnen, guilloché genoemd.  
Tijdens de vroege Fort Ancient-periode werden grit (steenslag) en grog (gemalen aardewerk) vaker gebruikt als tempermiddelen, waarbij af en toe gemalen mosselschelpen werden gebruikt. Na verloop van tijd koos men steeds vaker voor mosselschelpen of een mengsel van mosselschelpen met andere middelen. Het gebruik van schelpen als tempermiddel is een kenmerk dat vaak wordt geassocieerd met Mississippiculturen. Deze nieuwe technologie werd op verschillende tijdstippen in verschillende Fort Ancient-gebieden toegepast. De acceptatie ervan kwam steeds vaker voor in dorpen, die zich naar het noorden en oosten strekten vanaf de Ohio-rivier en in de richting van de dichtstbijzijnde Mississippigroepen in het zuidwesten.
Met de verandering van tempering kwamen verschillende vaatvormen en versieringen steeds vaker voor. Een aantal van hen zijn ook sterk geassocieerd met de Mississippiculturen. Vroeg Fort Ancient-vaatwerk was vaak kruikvormig met handvaten. In de middenperiode werden vaker kommen en borden geproduceerd, en ambachtslieden voegden handgrepen toe. Op sommige potten zijn negatieve schilderingen gevonden (een versiering die vaak wordt geassocieerd met de Angel-fase-locaties in de Lower Ohio Valley) en Ramey Incised-ontwerpen (elitemotieven geassocieerd met het Cahokia-staatsbestel in Illinois). Anderen laten een vermenging van verschillende stijlen zien, waarbij de gegraveerde guillochéversiering bedekt is met negatieve schilderingen.  
Bij archeologische opgravingen zijn ook voorbeelden gevonden van niet-lokaal aardewerk uit deze periode. De stukken zijn gemaakt van niet-lokale kleibronnen en hebben ontwerpen of vatvormen die atypisch zijn voor lokale waren. Op de Madisonville-site werd een hoofdpot gevonden die leek op die geproduceerd in de centrale Mississippi-vallei door de volkeren van de Mississippische Parkin- en Nodena-fasen. Archeologen suggereren dat de verandering in aardewerkstijlen het gevolg was van het toegenomen contact met de Mississippiculturen ten zuiden en westen van de Fort Ancient-volkeren.

## Gereedschappen

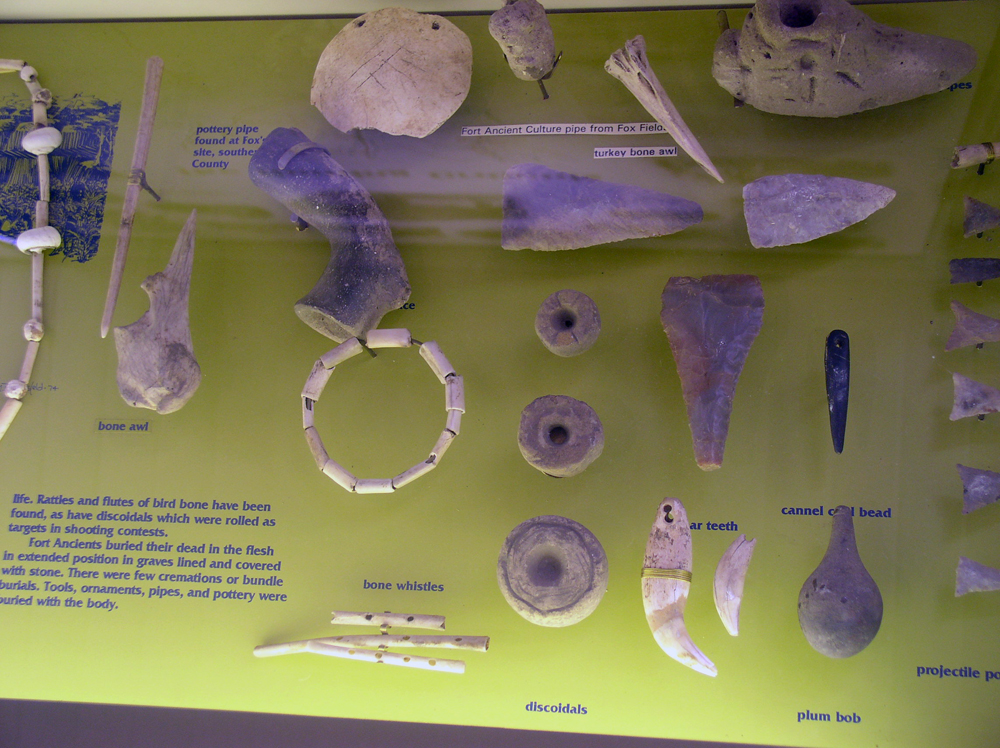
gereedschap van steen, been en aardewerk, inclusief stenen schijfjes die voor chunkey werden gebruikt

De Fort Ancient-volkeren maakten gereedschappen van een verscheidenheid aan materialen, waaronder steen, been, hoorn, schelp en gewei. Stenen werktuigen zijn vaker gevonden dan die van andere materialen. De cultuur staat bekend om haar kenmerkende kleine driehoekige vuurstenen pijlpunten en grote driehoekige vuurstenen messen. Van mosselschelpen maakten ze schoffels. Ze slepen en polijstten stenen in de juiste vorm zodat ze als bijlen gebruikt konden worden bij het vellen van bomen. De meeste vuurstenen werktuigen waren gemaakt van verschillend lokaal beschikbaar materialen, wat aantoont dat de Fort Ancient-volkeren ofwel geen behoefte of geen toegang hadden tot exotische steenvariëteiten via handelsroutes. 

## Dieet
De Fort Ancients waren in de eerste plaats een landbouw- en jachtvolk. Hun dieet bestond voornamelijk uit de basisproducten uit de Nieuwe Wereld, bekend als de drie zussen (maïs, pompoen en bonen), aangevuld met jagen en vissen in nabijgelegen bossen en rivieren. Belangrijke wildsoorten waren de zwarte beer, kalkoen, witstaarthert en eland. Archeologen hebben op sommige locaties bewijs gevonden dat de kalkoenen in kooien werden gehouden. De gemiddelde levensduur gedurende deze periode daalde ten opzichte van die van hun voorouders. De mensen waren kleiner van gestalte en minder goed in staat infectieziekten te weerstaan dan eerdere volkeren. Archeologisch onderzoek van hun begraafplaatsen toonde aan dat bijna alle Fort Ancient-mensen een of andere vorm van pathologie vertoonden, met een hoog voorkomen van tandziekten en artritis. 
- Library of Congress Control Number: sh85050856
- Nationale Bibliotheek van Israël: 987007545852205171